# What a Cartoon!
What a Cartoon! (senere kendt som The What a Cartoon! Show og The Cartoon Cartoon Show) er en amerikansk kortfilmsserie skabt af Fred Seibert på Cartoon Network.

## Danske Stemmer
- Ann Hjort
- Lars Thiesgaard
- Pauline Rehné
- Peter Røschke
- Peter Secher Schmidt
- Timm Mehrens
- Vibeke Dueholm